# Koninklijke Zout Organon
Koninklijke Zout Organon (KZO, ook wel KZO2 genaamd) was een concern dat in 1967 is ontstaan door een fusie van Koninklijke Zout Ketjen en Koninklijke Zwanenberg Organon. Dit fusiebedrijf nam een aantal bedrijven over; in Nederland: Duyvis en conservenfabriek Wilco; in het buitenland: Hoesch chemie, huishoudpapierfabrikant Edet (Zweden), Owbridge (GB), International Salt (VS) en verffabriek Lesonal uit Duitsland. In 1969 volgde alweer een nieuwe fusie, namelijk met de Algemene Kunstzijde Unie (AKU). Hieruit ontstond het AKZO-concern.